# Лондонский мирный договор (1913)
Лондонский мирный договор — мирный договор, подписанный 30 мая 1913 года между Балканским союзом и Османской империей, завершивший Первую Балканскую войну. Подписан после Лондонской мирной конференции.
По договору проигравшая войну Османская империя потеряла все европейские владения, кроме Стамбула и небольшой части Восточной Фракии (по линии Мидия — Энос).
Под давлением европейских держав Черногория была вынуждена снять осаду Шкодера.
Европейские владения Турции были в основном разделены между Грецией (часть Македонии и район Салоник), Сербией (часть Македонии и Косово) и Болгарией (Фракия с Эгейским побережьем и часть Македонии).
На конференции великих держав создано государство Албании в тех границах, которые они для неё определили. Сербия не получила выхода к Адриатическому морю.
Из-за возникших противоречий и недовольства условиями договора, в июне 1913 года началась Вторая Балканская война.